# Long-Range Engagement Weapon
El arma de combate de largo alcance (Long-Range Engagement Weapon, LREW) es un concepto de la Fuerza Aérea de Estados Unidos para un misil aire-aire de próxima generación más allá del alcance visual (BVRAAM). Las imágenes conceptuales muestran un gran misil de dos etapas lanzado desde un compartimiento de armas interno de un F-22 Raptor. Ha habido algunos informes de que el LREW es demasiado grande para caber en el compartimiento de armas interno del F-22 o F-35 y es adecuado para el F-15EX Eagle II o B-21 Raider. Actualmente está siendo desarrollado por Raytheon.
Este programa es independiente del AIM-260 JATM, que está siendo desarrollado por Lockheed Martin.